# Hennickendorf (Nuthe-Urstromtal)
Das Dorf Hennickendorf ist seit 1993 einer von 23 Ortsteilen der Gemeinde Nuthe-Urstromtal im Landkreis Teltow-Fläming in Brandenburg. Der Ort hat 478 Einwohner (Stand: 2020).

## Geographische Lage
Der Ortsteil liegt nordöstlich von Luckenwalde. Nördlich grenzt der Ortsteil Stangenhagen der Stadt Trebbin an. Es folgen im Uhrzeigersinn der Ortsteil Schönhagen (ebenfalls zu Trebbin), Ahrensdorf, Berkenbrück, Gottsdorf, Nettgendorf und Rieben, das zur Stadt Beelitz gehört.

## Geschichte und Etymologie

### 12. bis 15. Jahrhundert
Aus dem Jahr 1157 ist eine Besiedelung durch Germanen überliefert. Erstmals urkundlich erwähnt wurde der Ort im Jahr 1307, als das Dorf (villa) Hentkendorff von der damaligen Herrschaft, den Herren von Trebbin zu Blankensee an das Kloster Zinna verkauft wurde. Zu dieser Zeit lebte eine Adelsfamilie derer von Heinrichsdorf auf einer Burg im benachbarten Trebbin. Die Vermutung liegt daher nahe, dass sich der Ortsname von diesen Adeligen ableitet. Die Gemeinde Nuthe-Urstromtal hingegen vermutet, dass zu dieser Zeit der Ort von einem Lokator Henning oder Hennig verwaltet wurde. Die neuen Herren, die Zisterzienser errichteten 1342 auf dem zentralen, leicht erhöhten Dorfplatz die Pfarrkirche St. Nikolai („ecclesia parochialis sancti Nicolai in Hennickendorff“). Vor 1307 bis zur Mitte des 16. Jahrhunderts gehörte die Kirche zum Bistum Brandenburg. Im Jahr 1413 lebten im Dorf 13 Einwohner, die von brandenburgischen Adeligen überfallen und beraubt wurden. Die Urkunden berichten von sechs berittenen Männern, die einen Schaden von 99 Schock böhmische Groschen verursachten. Im Jahr 1420 ist lediglich von einem Dorf (villa) die Rede, das sich zu einem linsenförmigen Angerdorf entwickelte. Die kirchliche Verwaltung lag um 1450 – mit Dobbrikow als Tochterkirche – in Treuenbrietzen und lag um 1500 in Luckenwalde. Aus dem Jahr 1480 existiert eine Urkunde, in der erstmals die Bezeichnung Hennickendorf mit einer Größe von 53 Hufen erschien. In diesem Jahr lebten im Ort ein Schulze, der fünf Lehnhufen besaß. Es gab einen Vierhufner, sieben Dreihufner (darunter einen Krüger) sowie neun Zweihufner. Von den elf Kossäten besaß einer eine Hufe sowie „ein Stück Acker“. Ein weiterer Kossät besaß zwei Höfe, von denen einer wüst lag und der andere mit dem Zehnt als Abgabe an den Schulzen belegt war. Zu jedem Hufen gehörte ein Morgen Wiese („jeder Hufner hat soviel Morgen Wiese als er Hufen hat“). Der Pfarrerhof war vier Hufen groß.

### 16. und 17. Jahrhundert
1553 endete mit der Reformation die Herrschaft der Zisterzienser und Hennickendorf kam in den Besitz des Amtes Zinna „mit allem Recht und Patronat“. Der Pfarrer erhielt 1562 jeweils 1⁄3 des Fleischzehnt und aus seinen vier Hufen 1⁄2 Wispel Roggen sowie 1⁄2 Wispel Hafer, während den Küster ein Wispel Roggen von den Hufnern sowie zwei Brote von jedem Hauswirt zustanden. 1568 gab es im Ort nach wie vor den Schulzen, der fünf Lehnhufen und fünf Morgen Wiese bewirtschaftete. Mittlerweile gab es weiterhin drei Vierhufner, darunter den Krüger mit vier Morgen Wiese, einen weiteren Vierhufner mit vier Morgen sowie den dritten Vierhufner, der drei Morgen Wiese bewirtschaftete. Die sieben Dreihufner besaßen drei Morgen Wiese, die fünf Zweifhufner je zwei Morgen Wiese. Ein Gut wurde in den Urkunden als „verfallen“ bezeichnet; die Hufen aufgeteilt. Weiterhin lebten in Hennickendorf elf Kossäten mit je einem Hufen und einem Morgen Wiese. Es gab ein Hirtenhaus sowie den Pfarrhof, der „jetzt von Matthes bewohnt“ wurde – offenbar ein Hinweis auf den Seelsorger im Ort. Bis zum Jahr 1609 war das Dorf auf 15 Hufner, 15 Kossäten und den Schulzen angewachsen. Vor Beginn des Dreißigjährigen Krieges lebten im Ort 29 „besessene Mann“: der Lehnschulze, 15 Hufner und 13 Kossäten. Es gab drei Viererbhufner (darunter den Krüger), acht Dreierbhufner, vier Zweierbhufner und 13 Kossäten. Einer von ihnen besaß eine Hufe, einer besaß drei „Endichen Land vorm Busch“, ein weiterer vier „Stücke Acker“, einer fünf „Stücke Land beim Bärluch“ sowie zwei „haben Acker hinterm Haus“. Die Gemarkung war nach wie vor 53 Hufen groß, darunter vier Pfarrhufen. Es gab zwei Gehege, von denen eines „Rohrpusch“ genannt wurde. Nach dem Krieg war der Ort „ganz wüst und abgebrannt“. Allerdings wohnten „noch etliche wenige Kossäten auf den Brandstätten, welche die Fische ins Amt karren“. Die Bevölkerung bestand nachweislich eines Kirchenbuchs aus dem Jahr 1667 zu zwei Dritteln aus zugezogenen Franken und anderen Volksstämmen, die im Zuge der Christianisierung zu den bereits vor Ort lebenden Slawen hinzukamen. Hennickendorf erholte sich von den Kriegsschäden und im Jahr 1684 gab es bereits wieder 29 Güter. Neben dem Dorfschulzen gab es 15 Hufner, von denen 13 besetzt waren. Hinzu kamen 13 Kossätenhöfe, von denen bereits elf wieder „dienten“. Aus dem Jahr 1686 ist eine recht umfangreiche Statistik vorhanden, die Aufschluss über die Struktur und die zu leistenden Abgaben im Dorf gibt. Demnach gab es 14 Hufner und zehn Kossäten. Der Schulze besaß nach wie vor fünf Hufen, auf denen er 32 Scheffel Aussaat ausgebracht hatte. Aus den Wiesen konnte er fünf Fuder Heu Ertrag gewinnen. Es besaß eine Wohnung mit Garten, einen Hutewald, durfte Viehzucht betreiben und besaß das Recht, Holz einzuschlagen. Ein Vierhufner kam auf 21 Scheffel Aussaat und vier Fuder Heu, verfügte ebenfalls über eine Wohnung mit Garten, Hütung, Viehzucht und Holzung. Gleiches galt für zwei weitere Vierhufner, die auf 19 3⁄4 Scheffel Aussaat kamen. Von den sieben Dreihufnern hatte jeder 13 1⁄2 Scheffel Aussaat, drei Fuder Heu, eine Wohnung mit Garten, Hütung, Viehzucht und Holzung. Drei Zweihufner konnten 10 1⁄4 Scheffel aussäen und besaßen neben den oben genannten Besitztümern und Rechten Einnahmen aus zwei Fuder Heu. Die drei Kossäten konnten je drei Scheffel aussäen und hatten je ein Fuder heu. Auch sie besaßen eine Wohnung mit Garten, eine Weide, betrieben Viehzucht und durften Holz einschlagen. Ein weiterer Kossät hatte vier Scheffel Aussaat. Erstmals erschien in diesem Jahr ein Kossät und Leineweber mit zwei Scheffel Aussaat, der aus seinem Gewerbe Abgaben entrichten musste. Ein Kossät mit drei Scheffel Aussaat war verpflichtet, von seinem nicht näher benannten „Handwerk“ Abgaben zu entrichten. Hinzu kamen ein Kossät mit sieben Scheffel und zwei Fuder, ein Kossät mit 3 1⁄2 Scheffel Aussaat und einem Fuder, der ebenfalls Abgaben aus seinem Gewerbe zahlte. Ein Kossät mit ebenfalls 3 1⁄2 Scheffel Aussaat war als Rademacher tätig. Allerdings waren in Hennickendorf auch zwei Bauerngüter sowie drei Kossätenhöfe unbesetzt.

### 18. Jahrhundert
Im Jahr 1709 eröffnete eine Schule. Aus dem Jahr 1727 ist bekannt, dass im Ort der Dorfschule, 15 Hufner sowie 12 Kossäten lebten. Erstmals wurde auch eine Schmiede erwähnt. Ein Jahr später besaßen die mittlerweile 16 Hufner insgesamt 48 Hufen Land. Sie brachten 10 Wispel 13 Scheffel Aussaat aus; hinzu kamen eine Wispel 13 Scheffel und acht Metzen Aussaat, die von den 13 Kossäten erbracht wurden. Das Dorf entwickelte sich in den Folgejahren nur langsam. Im Jahr 1738 gab es mit dem Schulzen einen Fünfhufner, vier Vierhufner, sieben Dreihufner, vier Zweihufner und 13 Kossäten. Sieben Jahre später, im Jahr 1745, waren es nach wie vor 16 Hufner und 13 Kossäten sowie der Pfarrer und im Jahr 1747 war lediglich von 16 erblichen Bauern und 13 erblichen Kossäten die Rede. Aus den Jahren 1749/1755 ist bekannt, dass es im Dorf nach wie vor 16 Hufner gab: einen Fünfhufner (den Schulzen), vier Vierhufner, sieben Dreihufner und vier Zweihufner. Mittlerweile gab es nur noch 12 Kossäten sowie einen Halbkossäten. Die Statistik berichtete jedoch auch von einem Müller und drei Büdnern sowie drei Einliegern. Es gab 45 Morgen (Mg) und 10 Quadratruten (QR) Wiese und 86 Morgen Wiese, die 1744 neu zugemessen wurden. Im Jahr 1772 lebten in Hennickendorf 16 Hufner einschließlich des Schulzen, zwölf Kossäten, ein Müller, mittlerweile neun Büdner, ein Kuhhirte, ein Schmied, ein Schulmeister und mehrere Wirte. Die Bevölkerung bestand aus 36 Männern und 40 Frauen, zu den alten Wirten zählten neun Männer und zehn Frauen. Es gab 30 Söhne, die über 10 Jahre und 17, die unter 10 Jahre alt waren. Hinzu kamen 28 Töchter über 10 Jahre und 23 Töchter., die jünger als 10 Jahren waren. Es gab neun Knechte und zwölf Mägde. Für das Jahr 1791 verzeichnete die Statistik 16 Bauern, 12 Kossäten, neun Büdner, 13 Hausleute oder Einlieger, einen Müller und eine Schmiede. Im Ort wurden 41 Feuerstellen betrieben (=Haushalte). Der Name des Dorfes wechselte in dieser Zeit von Hönningendorff im Jahr 1753 auf Henneckendorf im Jahr 1775.

### 19. Jahrhundert

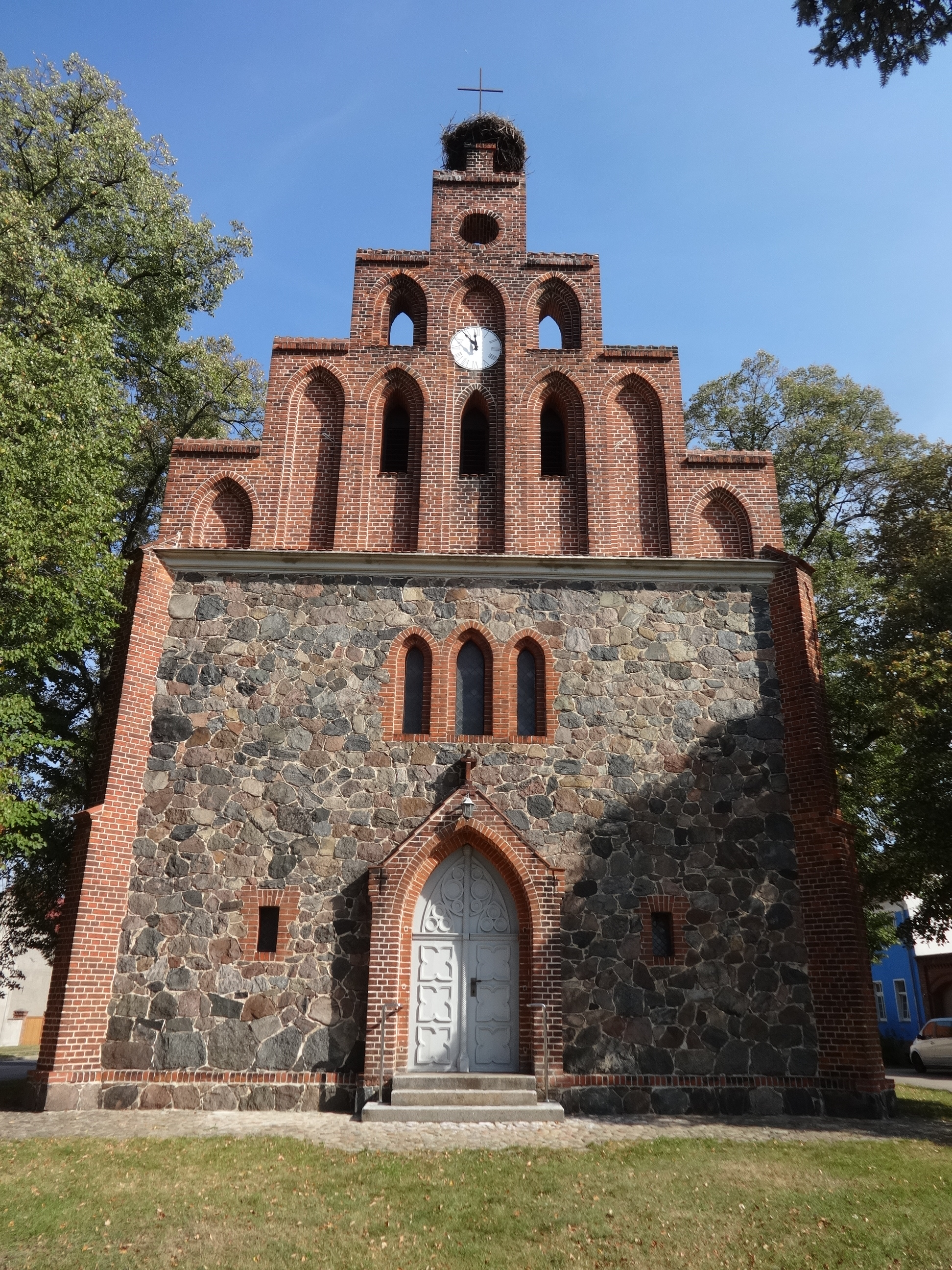
Dorfkirche

Im Jahr 1801 lebten in Hennickendorf der Dorfschulze, 15 Ganzbauern und 14 Ganzkossäten, sechs Büdner und sechs Einlieger sowie ein Rademacher. Es gab eine Schmiede, ein Krug und erstmals erschien eine Windmühle, die 1803 nochmals erwähnt wurde („Dorf mit der in einiger Entfernung davon gelegenen Windmühle“). Die Gemarkung war mittlerweile 60 Bauernhufe groß und diente als Nebenzollamt der Stadt Luckenwalde. Im Ort gab es 42 Feuerstellen. Im Jahr 1812 wurden aus 257 Mg 60 QR je 12 Wispel ein Scheffel 8 Metzen Aussaat ausgebracht. Ein Jahr später gab es das Lehnschulzengut, 16 Büdner, 13 Kossäten, von denen einer ein Weinberghaus besaß, neun Büdner, einen Büdner, die auch als Schmied arbeitete, einen Müller, ein Schulhaus, drei Hirtenhäuser sowie 46 Hauseigentümer. Bis 1818 hatten sich zahlreiche Gewerke im Ort angesiedelt. Es gab einen Branntweinbrenner, einen Brauer, einen Gast- und Schankwirt, einen Holzarbeiter, einen Ölschläger, einen Mahlmüller, einen Grützmüller und drei Musikanten, von denen einer einen Gehilfen beschäftigte. Weiterhin arbeiteten zwei Schächter, ein Schmied, ein Schneider, ein Stellmacher und drei Leineweber mit je zwei Webstühlen im Ort. Im Jahr 1837 lebten im Dorf ein Schneidermeister, ein Tischlermeister, ein Rade- und Stellmachermeister sowie ein Grobschmiedemeister. Es gab eine Windmühle sowie fünf Webstühle, die allerdings nur noch als Nebenbeschäftigung betrieben wurden. Im Dorf gab es einen Viktualienhändler und nur noch einen Musikanten, dafür nach wie vor einen Krug. In den mittlerweile 50 Wohnhäusern arbeiteten zehn männliche und drei weibliche Dienstboten. Drei Jahre später gab es einen Schmied, einen Schneider, zwei Tischler, einen Stellmacher mit einem Lehrling sowie wieder drei Weber mit drei Gehilfen, von denen zwei auf je zwei Stühlen und vier auf einem Stuhl arbeiteten. Im Jahr 1849 wechselte die Gerichtsbarkeit von Land- und Stadtgericht in Luckenwalde zur Gerichtskommission in Luckenwalde, um von dort im Jahr 1879 an das Amtsgericht Luckenwalde zu gelangen. Am 13. August 1851 kam es zu einem Großbrand, bei dem die Kirche, die Schule wie auch die Hälfte des Ortes zerstört wurde. In den Jahren 1856 bis 1858 errichtete die Kirchengemeinde einen Neubau nach einem Typenentwurf, der auf Friedrich August Stüler zurückgeht. Zum Ende der Baumaßnahmen gab es im Ort fünf öffentliche sowie 61 Wohn- und 102 Wirtschaftsgebäude, darunter eine Getreidemühle. Die Gemarkung war 5086 Morgen groß, darunter 2435 Morgen Acker, 1385 Morgen Wald, 600 Morgen Weide, 560 Morgen Wiese und 106 Morgen für die Gehöfte. Bis zum Jahr 1891 kam eine weitere Mühle hinzu. Im Jahr 1895 trat das Dorf 19 Hektar an den Forstgutsbezirk Woltersdorf ab.

### 20. Jahrhundert

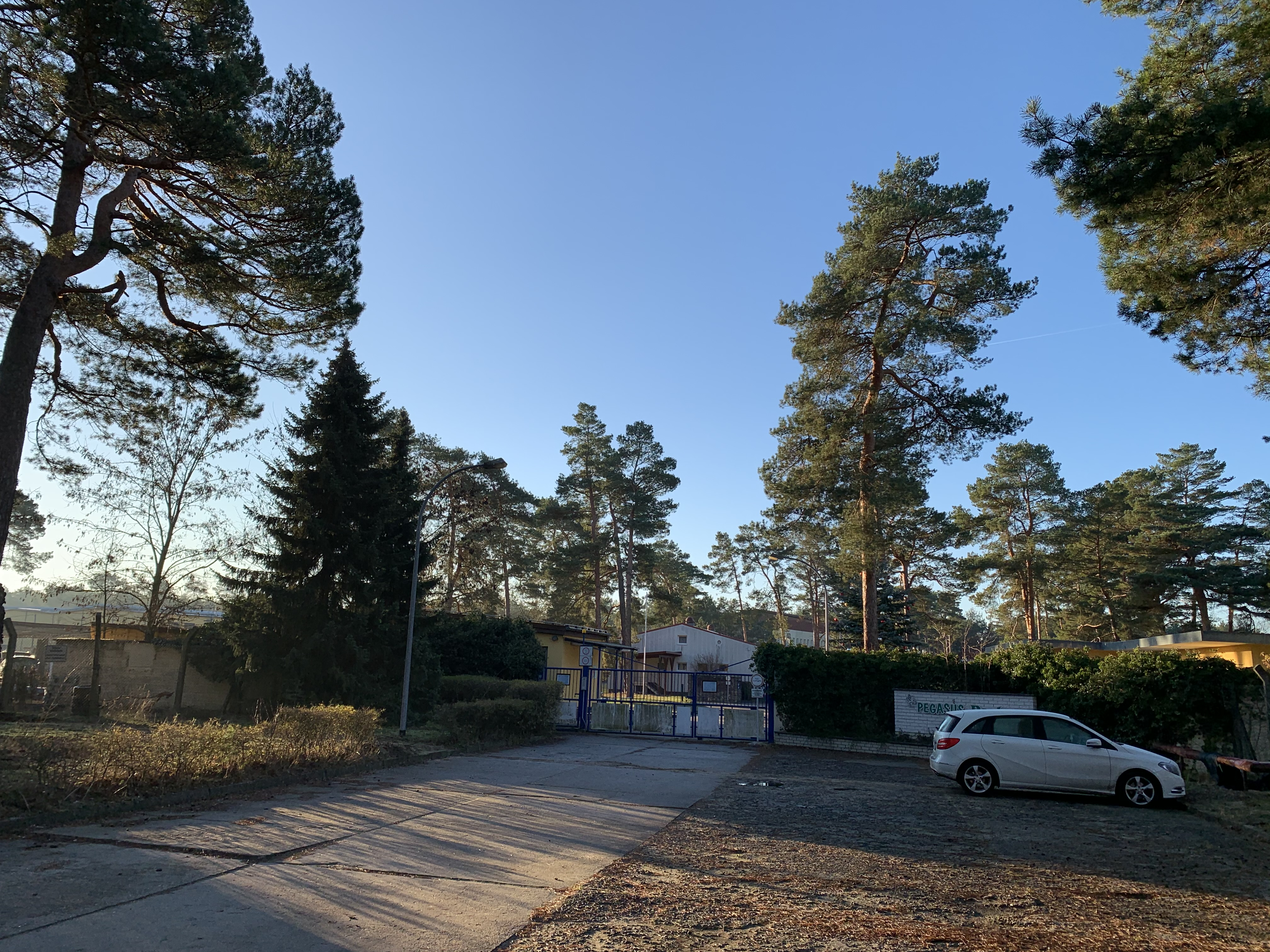
Pegasus-Park

Am 1. Juni 1900 schlug ein Blitz in das Kreuz auf dem Westturm ein und zerstörte einen Teil der Feldsteinwand sowie der Inneneinrichtung. Das Dorf bestand zu dieser Zeit aus 92 Häusern und war 1407,5 Hektar groß. Ein Jahr später brannte die Schule nieder. Anfang des 20. Jahrhunderts eröffnete im Ort eine Bäckerei, ein Kolonialwarenladen und eine Gaststätte. 1923 kam ein Schmied hinzu, der bis 1963 tätig war. In demselben Jahr erhielt der erste Hof den Anschluss an den elektrischen Strom. Im Jahr 1931 gab es im Dorf 93 Wohnhäuser mit 110 Haushaltungen auf einer Fläche von 1408,5 Hektar. Aus dem Jahr 1939 ist bekannt, dass es 18 land- und forstwirtschaftliche Betriebe gab, die 20–100 Hektar bewirtschafteten. 26 Betriebe hatten 10 bis 20 Hektar, 20 Betriebe 5 bis 10 Hektar sowie 21 Betriebe zwischen 0,5 und 5 Hektar zur Verfügung.
Im Zweiten Weltkrieg brannten im Ort zahlreiche Ställe und Scheunen ab, die von den Einwohnern zu einem späteren Zeitpunkt wieder aufgebaut wurden. Die Kirchengemeinde musste von den ursprünglich drei Kirchenglocken zwei im Zuge einer Metallspende des deutschen Volkes abgeben. Sie wurden eingeschmolzen und gingen damit verloren. Nach Kriegsende wurden 45,9 Hektar Wald enteignet und 10,4 Hektar davon auf sechs landlose Bauern und Landarbeiter verteilt. Weitere 33,6 Hektar wurden auf 17 landarme Bauern sowie 1,8 Hektar an einen Umsiedler verteilt. Im Jahr 1952 gelangte Hennickendorf zum neu gegründeten Kreis Luckenwalde. Im Jahr 1953 entstand mit der Heimattreue eine erste Landwirtschaftliche Produktionsgenossenschaft Typ I, die zahlreiche Gebäude im Ort nutzte. So entstand auf einem Hof aus dem 19. Jahrhundert eine Maschinen-Traktoren-Station mit Werkstatt und Konsum-Verkaufsstelle. Die LPG hatte zunächst 18 Mitglieder und bewirtschaftete 152 Hektar landwirtschaftliche Nutzfläche. Etwa zur gleichen Zeit erhielt die Kirche eine neue Ausstattung. 1955 ging die LPG I in eine LPG III Ernst Thälmann über. 1957 feierten die Hennickendorfer auf der Grundlage der Besiedlungen durch die Germanen eine 800-Jahr-Feier.
Im Jahr 1960 errichtete die Nationale Volksarmee am nordöstlichen Waldrand eine Kaserne mit einer Bunkeranlage; eine neue Schule entstand und die wirtschaftliche Situation verbesserte sich. 17 Jahre später musste die Schule jedoch geschlossen werden und die Kinder fuhren mit dem Schulbus nach Luckenwalde. Im Jahr 1961 besaß die LPG insgesamt 122 Mitglieder und bewirtschaftete 568 Hektar Nutzfläche. Die Mitglieder schlossen sich im Jahr 1975 an die LPG Typ III in Berkenbrück zusammen und wurden bereits ein Jahr später mit der LPG Typ III in Dobbrikow mit dortigem Sitz vereint. Im Jahr 1983 bestanden die LPG für Pflanzenproduktion mit Sitz in Ruhlsdorf, die LPG für Tierproduktion mit Sitz in Dobbrikow mit den Rinderkombinat Hennickendorf, dem Schweinekombinat Hennickendorf sowie der PGH des Bauhandwerks Luckenwalde mit dem Betriebsteil Hennickendorf. Die Vereinigung der gegenseitigen Bauernhilfe betrieb im Dorf eine Außenstelle der VdgB Jänickendorf. 1985 wurde die Hauptstraße betoniert; ein neuer Friseursalon warb um Kunden. Im Jahr 1987 nahm ein Wasserwerk den Betrieb auf und stellt seither die zentrale Trinkwasserversorgung im Ort sicher. 1991 waren die Arbeiten an den Abwasserleitungen beendet. Am 6. Dezember 1993 schlossen sich 21 Gemeinden, darunter auch Hennickendorf, zur neuen Gemeinde Nuthe-Urstromtal zusammen.

### 21. Jahrhundert
Im Jahr 2004 gründete sich ein Ortsverein. Bis September 2007 bestand im Ort die Wilhelm-Leuschner-Kaserne. Zuletzt war in ihr das 6. und 7. Instandsetzungsbataillon 410 stationiert (siehe Liste ehemaliger Bundeswehr-Liegenschaften). Nach dem Abzug der Truppen wurde die Technik im Bunker abgebaut und einige Außengebäude als Fledermausquartier hergerichtet. Nach einer Zwischennutzung für Flüchtlinge wird das Gelände von einem Obst- und Gemüseanbaubetrieb aus Beelitz betrieben. Zur 700-Jahr-Feier Hennickendorfs gab der Ortsverein eine Chronik zur Geschichte des Dorfes heraus. 2010 baute die Kirchengemeinde eine Winterkirche in dem Sakralbau ein.

## In Hennickendorf geborene Persönlichkeiten
- Alfred Priebe (1905–1997), Bildhauer

## Bevölkerungsentwicklung
| Jahr      | 1772 | 1791 | 1801 | 1817 | 1837 | 1858 | 1871 | 1885 | 1895 | 1905 | 1925 | 1939 | 1946 | 1964 | 1971 | 1981 |
| Einwohner | 214  | 250  | 287  | 261  | 286  | 360  | 419  | 478  | 414  | 425  | 423  | 414  | 555  | 500  | 478  | 454  |

## Sehenswürdigkeit
- Die neugotische Dorfkirche ist ein Baudenkmal im Ort (siehe Liste der Baudenkmale in Nuthe-Urstromtal). Es entstand von 1856 bis 1858 nach Plänen von Friedrich August Stüler vermutlich auf dem Fundament eines Vorgängerbaus aus dem 14. Jahrhundert.
- Durch den Ort führt der Fledermausweg, ein rund 11 km langer Wanderweg und Teil des FlämingWalks.[5] Er verbindet den Ortsteil mit Märtensmühle und ist nach Fledermäusen benannt, die in einer zuvor militärisch genutzten Anlage im Naturschutzgebiet Bärluch heimisch geworden sind.

## Wirtschaft und Infrastruktur

### Wirtschaft
Im Ort sind einige Handwerksunternehmen tätig, darunter ein Autoteilehändler, eine Landfleischerei und ein Keramik-Atelier. Es existieren weiterhin ein Sonderpostenmarkt und ein Schullandheim. Mehrere Bewohner bieten Ferienwohnungen für Touristen an.

### Verkehr
Durch Hennickendorf verläuft die Landesstraße L 73. Als Hauptstraße ermöglicht sie nach Westen hin eine Verbindung nach Dobbrikow, während sie als Luckenwalder Chaussee in südöstlicher Richtung nach Berkenbrück führt. Ein Abzweig bindet den Ort mit der Schönhagener Straße in nordöstlicher Richtung nach Ahrensdorf an. Die Verkehrsgesellschaft Teltow-Fläming bindet den Ortsteil mit der Linie 755 nach Kemnitz, Ahrensdorf und Luckenwalde an.